# Eleutherodactylus ligiae
Eleutherodactylus ligiae é uma espécie de anfíbio anuro da família Eleutherodactylidae. Está presente na República Dominicana. A UICN classificou-a como vulnerável.